# Anolis fraseri
Anolis fraseri (аноліс Фрейзера) — вид ігуаноподібних ящірок родини анолісових (Dactyloidae). Мешкає в Еквадорі і Колумбії. Вид названий на честь британського зоолога Луїса Фрейзера.

## Поширення і екологія
Аноліси Фрейзера мешкають на західних схилах Андах в Колумбії і Еквадорі та в низовинах на північному заході Еквадору. Вони живуть в кронах вологих тропічних лісів, на висоті від 400 до 1700 м над рівнем моря.